# پروکولپینی (ملخ)
پروکولپینی (نام علمی: Procolpini) گونه‌ای از زیرراسته ملخ‌ها می‌باشد. این ملخ در سال ۱۸۹۵ توسط حشره‌شناس ایتالیایی ارمانو گیگلیوتوس توصیف علمی شد. زیستگاه این حشره آمریکای جنوبی می‌باشد.